# Idioma amhárico
El amhárico o amárico (አማርኛ, Amarəññaⓘ) es un idioma hablado en el norte y el centro de Etiopía, donde se incluye entre las cinco lenguas nacionales oficiales, descendiente de la extinta lengua ge'ez, perteneciente al semítico meridional sudoccidental. Toma su nombre del Pueblo amhara, habitantes del norte y centro de Etiopía. No solo los amhara, sino toda la población etíope escolarizada domina este idioma.
Fuera de Etiopía, el amhárico es la lengua de 2.7 millones de emigrantes, quienes viven en Egipto, Israel y Suecia. También es hablada en Eritrea por los eritreos procedentes de Etiopía, y es bien conocida por los eritreos nacidos antes de mediados de la década de 1980, ya que fue la lengua de enseñanza en las escuelas de la región hasta 1991.
Es la segunda lengua semítica en cuanto a número de hablantes, y por detrás del árabe y por delante de lenguas como el tigriña y el hebreo.
El amhárico se escribe de izquierda a derecha usando un silabario alfabético derivado del alfabeto ge'ez. Este sistema se denomina: fidäl,  es decir "letra" o "carácter", y también abugida, acrónimo de sus cuatro primeros símbolos. Este último término es usado por los lingüistas para designar a cualquier tipo de sistema de escritura que cuente con caracteres vocálicos y consonánticos.
No existe actualmente una convención única para la romanización del amhárico.

## Fonología

Vocales del amhárico en el diagrama

|                   |                   | Bilabiales | Alveolar | Palatales | Velares | Glotales |
| ----------------- | ----------------- | ---------- | -------- | --------- | ------- | -------- |
| Oclusivos         | Sordos            | p          | t        | c         | k       | ʔ        |
| Oclusivos         | Sonoros           | b          | d        | ɟ         | g       |          |
| Oclusivos         | Eyectivos         | pʼ         | tʼ       | cʼ        | kʼ      | ʔʼ       |
| Africados         | Sordos            |            |          | t͡ʃ        |         |          |
| Africados         | Sonoros           |            |          | d͡ʒ        |         |          |
| Africados         | Eyectivos         |            | t͡sʼ      | t͡ʃʼ       |         |          |
| Fricativos        | Sordos            | f          | s        | ʃ         |         | h        |
| Fricativos        | Sonoros           |            | z        | ʒ         |         |          |
| Nasales           | Nasales           | m          | n        | ɲ         |         |          |
| Aproximante       | Aproximante       | w          | l        | j         |         |          |
| Vibrante múltiple | Vibrante múltiple |            | r        |           |         |          |

|          | Anteriores | Centrales | Posteriores |
| -------- | ---------- | --------- | ----------- |
| Cerradas | i          | ɨ (ə/î)   | u           |
| Medias   | e (ē/é)    | ə (ä/è)   | o           |
| Abiertas |            | ä         |             |

### Sistema de escritura
El abugida o silabario amhárico o etíope ("fidäl" ፊደል) tiene un total de 231 signos que representan sílabas, resultado de combinar los 7 fonemas vocálicos con los 33 fonemas consonánticos de la lengua amhárica.
|     | ä/è [ə~ɛ] | u | i/ī | a [ä] | ē/é [e] | ə/î [ɨ], ∅ | o | ʷä/wè [ʷə] | ʷi/wī | ʷa/wa | ʷē/wé | ʷə/wî [ʷɨ~ʷɯ] |
| --- | --------- | - | --- | ----- | ------- | ---------- | - | ---------- | ----- | ----- | ----- | ------------- |
| h   | ሀ         | ሁ | ሂ   | ሃ     | ሄ       | ህ          | ሆ |            |       |       |       |               |
| l   | ለ         | ሉ | ሊ   | ላ     | ሌ       | ል          | ሎ |            |       | ሏ     |       |               |
| ḥ   | ሐ         | ሑ | ሒ   | ሓ     | ሔ       | ሕ          | ሖ |            |       | ሗ     |       |               |
| m   | መ         | ሙ | ሚ   | ማ     | ሜ       | ም          | ሞ |            |       | ሟ     |       |               |
| ś   | ሠ         | ሡ | ሢ   | ሣ     | ሤ       | ሥ          | ሦ |            |       | ሧ     |       |               |
| r   | ረ         | ሩ | ሪ   | ራ     | ሬ       | ር          | ሮ |            |       | ሯ     |       |               |
| s   | ሰ         | ሱ | ሲ   | ሳ     | ሴ       | ስ          | ሶ |            |       | ሷ     |       |               |
| ʃ   | ሸ         | ሹ | ሺ   | ሻ     | ሼ       | ሽ          | ሾ |            |       | ሿ     |       |               |
| q   | ቀ         | ቁ | ቂ   | ቃ     | ቄ       | ቅ          | ቆ | ቈ          | ቊ     | ቋ     | ቌ     | ቍ             |
| b   | በ         | ቡ | ቢ   | ባ     | ቤ       | ብ          | ቦ |            |       | ቧ     |       |               |
| β   | ቨ         | ቩ | ቪ   | ቫ     | ቬ       | ቭ          | ቮ |            |       | ቯ     |       |               |
| t   | ተ         | ቱ | ቲ   | ታ     | ቴ       | ት          | ቶ |            |       | ቷ     |       |               |
| tʃ  | ቸ         | ቹ | ቺ   | ቻ     | ቼ       | ች          | ቾ |            |       | ቿ     |       |               |
| χ   | ኀ         | ኁ | ኂ   | ኃ     | ኄ       | ኅ          | ኆ | ኈ          | ኊ     | ኋ     | ኌ     | ኍ             |
| n   | ነ         | ኑ | ኒ   | ና     | ኔ       | ን          | ኖ |            |       | ኗ     |       |               |
| ɲ   | ኘ         | ኙ | ኚ   | ኛ     | ኜ       | ኝ          | ኞ |            |       | ኟ     |       |               |
| ʔ   | አ         | ኡ | ኢ   | ኣ     | ኤ       | እ          | ኦ |            |       | ኧ     |       |               |
| k   | ከ         | ኩ | ኪ   | ካ     | ኬ       | ክ          | ኮ | ኰ          | ኲ     | ኳ     | ኴ     | ኵ             |
| x   | ኸ         | ኹ | ኺ   | ኻ     | ኼ       | ኽ          | ኾ | ዀ          | ዂ     | ዃ     | ዄ     | ዅ             |
| w   | ወ         | ዉ | ዊ   | ዋ     | ዌ       | ው          | ዎ |            |       |       |       |               |
| ʕ   | ዐ         | ዑ | ዒ   | ዓ     | ዔ       | ዕ          | ዖ |            |       |       |       |               |
| z   | ዘ         | ዙ | ዚ   | ዛ     | ዜ       | ዝ          | ዞ |            |       | ዟ     |       |               |
| ʒ   | ዠ         | ዡ | ዢ   | ዣ     | ዤ       | ዥ          | ዦ |            |       | ዧ     |       |               |
| j   | የ         | ዩ | ዪ   | ያ     | ዬ       | ይ          | ዮ |            |       |       |       |               |
| d   | ደ         | ዱ | ዲ   | ዳ     | ዴ       | ድ          | ዶ |            |       | ዷ     |       |               |
| dʒ  | ጀ         | ጁ | ጂ   | ጃ     | ጄ       | ጅ          | ጆ |            |       | ጇ     |       |               |
| g   | ገ         | ጉ | ጊ   | ጋ     | ጌ       | ግ          | ጎ | ጐ          | ጒ     | ጓ     | ጔ     | ጕ             |
| ṭ   | ጠ         | ጡ | ጢ   | ጣ     | ጤ       | ጥ          | ጦ |            |       | ጧ     |       |               |
| tʃʼ | ጨ         | ጩ | ጪ   | ጫ     | ጬ       | ጭ          | ጮ |            |       | ጯ     |       |               |
| pʼ  | ጰ         | ጱ | ጲ   | ጳ     | ጴ       | ጵ          | ጶ |            |       | ጷ     |       |               |
| ṣ   | ጸ         | ጹ | ጺ   | ጻ     | ጼ       | ጽ          | ጾ |            |       | ጿ     |       |               |
| ṣ́   | ፀ         | ፁ | ፂ   | ፃ     | ፄ       | ፅ          | ፆ |            |       |       |       |               |
| f   | ፈ         | ፉ | ፊ   | ፋ     | ፌ       | ፍ          | ፎ |            |       | ፏ     |       |               |
| p   | ፐ         | ፑ | ፒ   | ፓ     | ፔ       | ፕ          | ፖ |            |       | ፗ     |       |               |
|     | ä/è [ə~ɛ] | u | i/ī | a     | ē/é     | ə/î [ɨ], ∅ | o | ʷä/wè [ʷə] | ʷi/wī | ʷa/wa | ʷē/wé | ʷə/wî [ʷɨ~ʷɯ] |

Puede que para poder visualizar estos caracteres necesite una fuente unicode del alfabeto amhárico, que se puede adquirir gratuitamente en Wazu Japan's Gallery of Unicode Fonts.

### Nombres

#### Género
Los nombres amháricos pueden tener género masculino o femenino. Existen diferentes medios de expresar el género. Un ejemplo es el antiguo sufijo -t para formar el femenino, limitado a ciertos modelos y a ciertos nombres aislados. Los nombres y adjetivos que terminan en -awi forman normalmente el femenino con el sufijo -t: por ejemplo, ityop':eya-(a)wi, "etíope" (m.), frente a ityop':eya-wi-t, "etíope" (f.); sämay-awi, "celestial" (m.), frente a sämay-awi-t, "celestial" (f.). Este sufijo se utiliza también en nombres y adjetivos basados en el modelo k'et(t)ul, por ejemplo, nəgus, 'rey', frente a nəgəs-t "reina", y k'əddus, "santo", frente a k'əddus-t, "santa".
Algunos nombres y adjetivos forman el femenino con -it': lək, "chico" frente a lək'-it, "chica"; bäg, "carnero", frente a bäg-it, "oveja"; s'əmagəlle, "anciano", frente a s'əmagəll-it, "anciana"; t'ot'a, "mono", frente a t'ot'-it, "mona". Otros nombres tienen esta terminación de femenino aunque no existe un opuesto masculino: es el caso de s'ärar-it, "araña", o azur-it, "remolino". Existen, sin embargo, nombres que tienen el sufijo -it y se comportan gramaticalmente como masculinos: säraw-it, "ejército"; nägar-it, "gran tambor".
El género femenino no se usa solo para indicar el sexo biológico, sino también para expresar pequeño tamaño. Así ocurre en bet-it-u, "la casita" (literalmente, casa-FEM-ARTÍCULO). El morfema de femenino puede servir también para expresar ternura o simpatía.

## Vocabulario básico
- Buenos días: ëndemën aderu
  - Buenas tardes: dehna yideru
- Hola: selam/tadiyaas
  - Adiós: dehna yihunu
- Por favor: ëbakon
  - Gracias: amesegënallô
- Muchas gracias: bet‘am amesegënallô
  - De nada: ënkwan dehna met‘u
- Perdón: yik‘ërta
  - Lo siento: aznallô
- Sí: awo
- Bienvenido: selam
- ¿Entiende?: gebbawot?
  - Entiendo: gebëtonyal
  - No entiendo: algebanyëm
- ¿Está usted bien?: dehna näwot?
- ¡Bien!: dehna!

- ¿Cómo se llama usted?: sëmëwot man nô?
  - Me llamo...: sëme... nô.
- ¿De dónde es usted?: kä yet agär näwot?
- ¿Qué edad tiene usted?: ëdmeawot sëntë now?
  - Tengo ... años: amete ... nô.
- 1: and
- 2: hulet
- 3: sost
- 4: arat
- 5: ammist
- 6: siddist
- 7: sebat
- 8: semment
- 9: zet'egn
- 10: asir
- 11: asra and
- 12: asra hulet
- 13: asra sost
- 14: asra arat
- 15: asra ammist
- 16: asra siddist
- 17: asra sebat
- 18: asra semment
- 19: asra zet'egn
- 20: haya
- 21: haya and
- 30: salasa
- 40: arba
- 50: hamsa
- 60: selesa
- 70: seba
- 80: semanya
- 90: zetena
- 100: meto
- 1.000: she
- 1.000.000: meelyon